# 이생흡충류
이생흡충류(二生吸蟲類)는 이생흡충아강(二生吸蟲亞綱, Digenea)에 속하는 편형동물을 부르는 말이다. 몸이 납작하고 척추동물 등에 기생하여 생활한다. 약 80개 과에 새인두흡충(Clinostomum complanatum) 등을 포함하여 약 6,000여 종이 알려져 있다.

## 하위 분류
- 중구흡충목(Diplostomida)
  - 중구흡충아목(Diplostomata)
- 사고흡충목(Plagiorchiida)
  - Apocreadiata
  - Bivesiculata
  - Bucephalata
  - 극구흡충아목(Echinostomata)
  - 나경흡충아목(Gymnophallata)
  - Haploporata
  - Haplosplanchnata
  - Hemiurata
  - Heronimata
  - Lepocreadiata
  - Monorchiata
  - 후고흡충아목(Opisthorchiata)
  - Pronocephalata
  - Transversotremata
  - Xiphidiata